# Quo graviora (1826)
Quo graviora ist eine am 13. März 1826 von Papst Leo XII. veröffentlichte päpstliche Bulle, in der er über die Geheimbünde schreibt.

## Pflicht zur Verteidigung
In der Begrüßungsformel unterstreicht er seine Pflicht, die ihm auf dem Heiligen Stuhl zugeteilt worden sei und die ihn dazu verpflichte die Stellung der Kirche zu bewahren. Schon hier droht er den Geheimbünden an, sie zu demaskieren um seine Autorität durchzusetzen, diese Pflicht zur Verteidigung sei ihm, als der Nachfolger auf dem Stuhl Petri besonders aufgetragen.  Er ruft die von Papst Clemens XII. veröffentlichte Bulle In eminenti apostolatus specula in Erinnerung und lobt ihn als einen weisen Mann der vorausschauend diese üblen Machenschaften der  Freimaurer erkannt und bekämpft habe. Weiterhin habe auch sein Vorgänger Benedikt XIV. mit seiner Bulle Providas romanorum die sektirischen Unterwanderungen aufgedeckt und den Bann über sie verbreitet.

## Die Geheimbünde
In einem Atemzug bezeichnet er die Freimaurerei und den Geheimbund der Carbonari als gemeinsame Geheimbünde, die versucht hätten, mit konspirativen Versammlungen die katholische Religion zu bekämpfen und gegen die gesetzliche Autorität zu kämpfen. Gegen diese Vereinigungen sei ebenfalls sein Vorgänger Papst Pius VII. mit seinem Verdammungsschreiben Ecclesiam a Jesu Christo vorgegangen. Es sei beklagenswert, dass sich diese Geheimbünde nun auch in Universitäten festsetzen würden und geheime Sitzungen abhalten würden. Auch sei nicht zu vergessen, dass diese Fackeln des Aufruhrs den Frieden in Europa gefährden würden und eine neue Störung in die Gesellschaft hineintragen.

## Angriffe auf die Kirche
Die Gegner der Kirche würden versuchen, die Glaubensgrundsätze, die Autorität und den Frieden in der Kirche anzugreifen, mit dem Ziel, diese zu zerstören. Hier stehe der Hass gegen die Souveränität im Vordergrund, und ihre Angriffe auf die Gottheit Jesu Christi würden die Umsturzgedanken belegen, die von den Geheimbünden ausgingen.

## Aufruf gegen die Geheimbünde
Mit diesem Schreiben bekunde er seine Pflicht die Geheimbünde erneut zu verurteilen, damit keiner behaupten könne, dass von dieser höchsten Instanz ihre Machenschaften nicht bekämpft würden. Es sei eine legitimierte Aufgabe, die Zukunft der Kirche zu verteidigen, und er rufe alle Kardinäle der römischen Kirche zum gemeinsamen Handeln auf. In der Kraft des heiligen Gehorsams liege es nun, dass alle Priester, Laien und katholische Christen für die gerechte Gesellschaft eintreten müssten, um diese gegen allen Übel dieser Bünde zu verteidigen. Er, der Papst, befehle deshalb allen und jedem unter Androhung des Bannes und unter Versagens der Absolution, von diesen Geheimbünden Abstand zu wahren und niemals den gottlosen Eid dieser Verschwörung zu leisten.